# Израильское вмешательство в сирийский конфликт
Отношения Израиля и Сирии нельзя было назвать добрососедскими, поскольку они осложнялись перманентным арабо-израильским конфликтом и спорным статусом Голанских высот. Сирия и Израиль находятся в состоянии войны с 1948 года, когда несколько арабских государств напали на только что провозгласивший независимость Израиль.
С начала Гражданской войны в Сирии в 2011 году создались предпосылки для усиления присутствия в регионе Ирана и группировки Хезболла, которые традиционно занимают антиизраильские позиции. В 2013 году официальные представители Израиля заявили о желании отставки действующего президента Сирии Башара Асада.
В 2013 году Израиль атаковал сирийский исследовательский институт в Джамрае.
В августе 2016 года сообщалось об атаке Израильских ВВС на сирийские позиции в районе Голанских высот.
Первые сообщения об ударах Израиля по южным пригородам Дамаска появились в 2017 году. Атака имела место в январе и декабре. В качестве первой цели назывался военный аэродром Эль-Маззе. В качестве второй цели указывалась иранская военная база.
В апреле 2018 года Израильские ВВС (2 истребителя F-15) атаковали сирийский аэропорт Тифор. В мае 2018 в бою с сирийскими ПВО впервые участвовала эскадрилья F-35. Летом Израиль сбил сирийский самолет Су-22. Когда в сентябре произошел инцидент с российским самолетом в Сирии, то вина за гибель экипажа была возложена на Израиль.
В декабре 2022 года Израиль разбомбил колонну с оружием близ сирийско-иракской границы.
В августе 2023 года Израиль атаковал Алеппо. В октябре Израиль нанес удар по сирийским аэропортам в Дамаске и Алеппо.
26 марта 2024 года Армия обороны Израиля нанесла авиаудар в мухафазе Дайр-эз-Заур, погиб офицер сил «Кудс» и 15 военных.
1 апреля 2024 года в результате израильского авиаудара по зданию консульства Ирана в Дамаске погибло 14 военных советников (среди них бригадный генерал Захеди).
8 декабря 2024 года Израиль начал вторжение в Сирию. Премьер-министр Израиля Биньямин Нетаньяху объявил, что израильские военные временно взяли под контроль демилитаризованную буферную зону на Голанских высотах, заявив, что соглашение 1974 года о разъединении с Сирией «рухнуло» с захватом страны повстанцами.